# Storkow
Storkow (Mark) est une ville de l’arrondissement d'Oder-Spree, dans le Land de Brandebourg, en Allemagne.

## Personnalités liées à la ville
- August Brass (1818-1876), journaliste mort à Wochowsee.
- Ewald Loeser (1888-1970), juriste né à Storkow.